# گنریک گاسپاریان
گنریک گاسپاریان (ارمنی: Հենրիկ Գասպարյան خواندن درست: هنریک گاسپاریان؛ ۲۷ فوریهٔ ۱۹۱۰ – ۲۷ دسامبر ۱۹۹۵) یک خراط شطرنج‌ساز اهل ارمنستان بود.
وی همچنین برنده جوایزی همچون عنوان‌های فیده شده‌است.